# Wishing Well (Album)
Wishing Well ist der Titel des 1979 veröffentlichten Debütalbums der deutschen Rockband Fargo.

## Hintergrund
Fargo wurde 1973 von Peter Knorn gegründet. Es gab in den darauf folgenden Jahren mehrere Besetzungswechsel, bevor sich die Besetzung Anfang 1976 stabilisierte, als Peter Ladwig als Sänger und Gitarrist zur Gruppe stieß. Im selben Jahr gehörte auch der Gitarrist Matthias Jabs zur Band. Als Jabs die Band Ende 1976 verließ, wurde er durch den Keyboarder Erwin Kania ersetzt. Mit ihm nahm die Band die im November 1977 erschienene Single Comin’ Together auf, die beim hannoverschen Label Lava Records erschien. Kania wurde kurz darauf durch den Gitarristen Hanno Grossmann ersetzt. Mit ihm hatte Peter Ladwig bereits zuvor in der Band Petticoat gespielt. 
In der Besetzung mit Peter Ladwig, Hanno Grossmann, Peter Knorn und Frank Tolle (Schlagzeug) erhielt die Band einen Plattenvertrag bei Crystal, einem Tochterlabel von EMI-Electrola und nahm im Sommer 1978 ihr Debütalbum auf, das von Klaus Hess (Jane) produziert wurde. Als Hess einen Urlaub auf Ibiza weiter und weiter verlängerte, übernahm Frank Bornemann (Eloy) die weiteren Arbeiten am Album und kümmerte sich um die noch fehlende Abmischung.
Das Songwriting wurde überwiegend von Peter Ladwig geleistet, der acht der elf Lieder schrieb. Gitarrist Hanno Grossmann schrieb drei Lieder, Bassist Peter Knorn einen Titel. Darüber hinaus schrieb er gemeinsam mit Ladwig die Musik zu What do You Feel. Das Album erschien im März 1979.
Fargo ging ab dem 11. Mai 1979 mit dem Album auf Deutschland-Tournee, die am 10. November 1979 mit einem Konzert in Fluorn-Winzeln endete, das vom SWR aufgenommen und später in einer Sendung von Frank Laufenberg übertragen wurde.
2003 wurde Wishing Well wiederveröffentlicht und erschien erstmals auf CD. Diese Ausgabe des Albums enthielt als Bonustracks die beiden Lieder des ersten überhaupt von Fargo veröffentlichten Tonträgers, der Single Comin’ Together und ihrer B-Seite Hollywood.

## Titelliste
| Nr.          | Titel                             | Text            | Musik                     | Länge |
| ------------ | --------------------------------- | --------------- | ------------------------- | ----- |
| 1.           | More of Your Life                 | Peter Ladwig    | Peter Ladwig              | 3:30  |
| 2.           | Little Smile                      | Hanno Grossmann | Hanno Grossmann           | 3:42  |
| 3.           | Silent Summernight                | Peter Ladwig    | Peter Ladwig              | 5:49  |
| 4.           | What do You Feel                  | Peter Ladwig    | Peter Knorn, Peter Ladwig | 3:35  |
| 5.           | Blue Eyes                         | Peter Ladwig    | Peter Ladwig              | 3:05  |
| 6.           | What Are You Doing                | Hanno Grossmann | Hanno Grossmann           | 4:20  |
| 7.           | Born Under a bad Sign             | Peter Ladwig    | Peter Ladwig              | 4:01  |
| 8.           | Fun is not Enough                 | Peter Ladwig    | Peter Ladwig              | 5:14  |
| 9.           | Highway                           | Peter Ladwig    | Peter Ladwig              | 3:04  |
| 10.          | A Kiss in the Rain (Instrumental) | Peter Knorn     | Peter Knorn               | 1:10  |
| 11.          | When the Show is Over             | Peter Ladwig    | Peter Ladwig              | 3:05  |
| Gesamtlänge: | Gesamtlänge:                      | Gesamtlänge:    | Gesamtlänge:              | 40:35 |

| Nr.          | Titel                             | Text            | Musik                     | Länge |
| ------------ | --------------------------------- | --------------- | ------------------------- | ----- |
| 1.           | More of Your Love                 | Peter Ladwig    | Peter Ladwig              | 3:30  |
| 2.           | Little Smile                      | Hanno Grossmann | Hanno Grossmann           | 3:42  |
| 3.           | Silent Summernight                | Peter Ladwig    | Peter Ladwig              | 5:49  |
| 4.           | What do You Feel                  | Peter Ladwig    | Peter Knorn, Peter Ladwig | 3:35  |
| 5.           | Blue Eyes                         | Peter Ladwig    | Peter Ladwig              | 3:05  |
| 6.           | What Are You Doing                | Hanno Grossmann | Hanno Grossmann           | 4:20  |
| 7.           | Born Under a bad Sign             | Peter Ladwig    | Peter Ladwig              | 4:01  |
| 8.           | Fun is not Enough                 | Peter Ladwig    | Peter Ladwig              | 5:14  |
| 9.           | Highway                           | Peter Ladwig    | Peter Ladwig              | 3:04  |
| 10.          | A Kiss in the Rain (Instrumental) | Peter Knorn     | Peter Knorn               | 1:10  |
| 11.          | When the Show is Over             | Peter Ladwig    | Peter Ladwig              | 3:05  |
| 12.          | Comin’ Together (Bonustrack)      |                 |                           | 2:54  |
| 13.          | Hollywood (Bonustrack)            |                 |                           | 5:26  |
| Gesamtlänge: | Gesamtlänge:                      | Gesamtlänge:    | Gesamtlänge:              | 48:55 |